# Groupe de travail sur la Syrie, la propagande et les médias
Le Groupe de travail sur la Syrie, la propagande et les médias (Working Group on Syria, Propaganda and Media, WGSPM ou SPM) est un groupe composé principalement d'universitaires britanniques, qui relaye la propagande du régime syrien de Bachar el-Assad. Il a attiré l'attention des médias anglophones et les critiques pour avoir défendu des thèses complotistes, contesté la véracité de l'utilisation d'armes chimiques dans la guerre civile syrienne et tenté de discréditer le travail de l'OIAC,,.

## Objectif
Le SPM a été créé, selon les termes de ses fondateurs, dans le but de « faciliter la recherche dans les domaines de la communication organisée de persuasion (y compris les opérations de propagande et d'information) et de la couverture médiatique, en ce qui concerne le conflit de 2011 en Syrie et les sujets connexes ».

## Membres
Le groupe est majoritairement composé d'universitaires peu reconnus, qui se sont fait connaître par ce biais. Il a été formé par le professeur de théorie politique de l'environnement Tim Hayward, et l'ancien universitaire Piers Robinson en 2017,. Les membres du SPM comprennent, outre les fondateurs, Vanessa Beeley, blogueuse complotiste et propagandiste du régime syrien, David Miller, sociologue, Paul McKeigue, professeur d'épidémiologie génétique et de génétique statistique, Tara McCormack, chargée de cours en relations internationales et Florian Zollman. Le conseil consultatif du SPM comprend Mark Crispin Miller (professeur de l'Université de New York,  qui considère la version « officielle » du 11 septembre "ridicule" ). Aucun membre du groupe n'est spécialiste de la Syrie ou du Moyen-Orient,,.

## Points de vue et activités

### Novichok
La première publication du SPM s'intitule « Doubts about “Novichoks” » et questionne l'existence même de ce programme russe de production d'agents neurotoxiques. Selon Scott Lucas, professeur de politique internationale à l'Université de Birmingham, cet article — qu'il qualifie de « recueil de théories du complot, de spéculations et de déformation de documents » — a créé la tendance selon laquelle le groupe « feint l'expertise », et la stratégie que cela sert est celle de l'Etat russe, que cela soit voulu ou non par les fondateurs.
En mars 2021, BBC News affirme que le SPM a « fait écho (...) aux récits de désinformation russes » dans un certain nombre de publications en suggérant que les gouvernements des États-Unis et du Royaume-Uni avaient un motif pour tuer l'agent double britannique Sergueï Skripal afin de l'empêcher de témoigner dans une affaire de diffamation contre l'ancien agent de renseignement britannique Christopher Steele,.

### Attaque chimique en Syrie
Le SPM affirme que l'attaque chimique de Douma en avril 2018 aurait été simulée par l'organisation de défense civile des Casques blancs sous faux drapeau afin de déclencher des représailles occidentales contre le régime syrie. Le groupe ajoute que l'expert en armes chimiques Hamish de Bretton-Gordon est un « agent travaillant probablement pour le compte d'un programme de couverture secrète du MI6 ». Tulsi Gabbard cite les documents qui leur ont été adressés au sujet de l'attaque chimique de Douma dans un argumentaire dont les contradictions sont relevées par Bellingcat,,. 
Le SPM est, avec Vanessa Beeley au cœur d'une nébuleuse de désinformation complotiste réfutant la réalité des attaques chimiques en Syrie ou alléguant que les victimes seraient les coupables, s'efforçant sans cesse de réfuter la responsabilité du régime de Bachar el-Assad malgré les preuves indiquant sa responsabilité, et diffusant sur internet la propagande de guerre,.

### Mise en cause de l'OIAC
Le groupe est également accusé de relayer les mensonges et la désinformation de la Russie, visant à saper la réputation et la crédibilité de l'OIAC et à détourner l'attention de ses propres activités, en particulier en ce qui concerne les attaques en Syrie,,,.

### Coordination avec les diplomates russes
En mars 2021, la BBC et le Times publient des rapports sur une opération d'infiltration visant un membre du SPM, Paul McKeigue, par l'ONG CIJA (Commission pour la justice internationale et la responsabilité). Pour des raisons de sécurité, la CIJA s'est faite passer pour un agent russe nommé "Ivan", avec lequel McKeigue a correspondu pendant plusieurs mois, pensant communiquer des informations à un espion russe. En avril 2021, The Daily Beast et Newlines Magazine rendent compte des e-mails de McKeigue à "Ivan" et des tentatives du SPM de se coordonner avec des diplomates russes, dont Alexander Shulgin, l'ambassadeur de Russie aux Pays-Bas, sur des publications concernant la Syrie. Le rapport indique que McKeigue avait obtenu des conseils juridiques de Melinda Taylor, l'un des avocats personnels de Julian Assange, pour savoir comment porter plainte contre l'OIAC. McKeigue a qualifié l'action en justice de « guerre juridique », un terme généralement utilisé pour décrire un litige frivole ou du harcèlement. McKeigue et Taylor ont également discuté de la promotion d'allégations de fraude contre la CIJA,,,,.

### Accusations contre des journalistes et humanitaires
Le SPM accuse plusieurs journalistes britanniques, indépendants ou non, et des médias, comme Channel 4 ou la BBC, qui couvrent la Syrie ou ont écrit des articles concernant James Le Mesurier, fondateur de la Défense civile syrienne, d'être des agents du renseignement du MI6. Le groupe accuse de désinformation et de tromperies, outre les Casques Blancs eux-mêmes, d'autres ONG qui interviennent en Syrie, notamment Amnesty international et Médecins sans frontières,.

### Mise en place du Berlin Group 21
Le groupe a des liens avec le Berlin Group 21, mis en place en 2021 et contestant l'impartialité et la rigueur de l'OIAC à propos de l'attaque chimique de Douma, mais nie y être lié,,.

### Relai de la théorie du Covid-19 comme «arme biologique»
Au début de la pandémie de Covid-19, Robinson et Hayward ont partagé les spéculations d'autres personnes sur les réseaux sociaux selon lesquelles le COVID-19 serait une arme biologique et que le fondateur de Microsoft Bill Gates et le Forum économique mondial seraient impliqués dans des complots pour utiliser COVID-19 contre des groupes de personnes,.

## Critiques et controverses
Début 2018, The Times publie une série d'articles sur Hayward et le SPM, affirmant que groupe diffuse de la « désinformation » en faveur du gouvernement de Bachar el-Assad pendant la guerre civile syrienne et des théories du complot promues par la Russie,,. Le Times écrit également que les membres du groupe sont des « apologistes d'Assad » et les compare à des négationnistes.
Le Dr Idrees Ahmad rejoint ce point de vue et accuse le groupe de révisionnisme, « traitant les opinions comme des faits et résistant aux preuves empiriques » de manière Orwelienne. Selon lui, les membres du groupe ne connaissent et ne comprennent que très peu le sujet de la Syrie.
Brian Whitaker surnomme le groupe « Les propagandistes anti-propagande du conflit syrien », et affirme qu'ils critiquent les sources "mainstream" et de nombreuses ONG intervenant en Syrie, « contestent presque tous les récits traditionnels du conflit syrien, en particulier ce qui concerne l'utilisation d'armes chimiques et le rôle de l'organisation de recherche et de sauvetage des Casques blancs », mais n'appliquent pas leurs standards critiques par rapport à ceux, peu nombreux et controversés, qui partagent leur point de vue, et affirme que cela ressemble davantage à un exercice de propagande et à une campagne militante qu'à un projet académique sérieux. En 2022, il décrit le groupe comme « une cohorte de théoriciens du complot qui sont devenus notoires pour avoir affirmé que les groupes rebelles simulaient des attaques chimiques en Syrie, malgré de nombreuses preuves de la responsabilité du  régime de Bachar el-Assad ». Le SPM relaye et promeut notamment les écrits du journaliste controversé Max Blumenthal et des propagandistes Vanessa Beeley et Eva Bartlett, et selon Whitaker, un groupe de travail se targuant d'une « analyse académique rigoureuse » devrait questionner leur travail « plutôt que de le promouvoir sans poser de questions »,.